# 마음건강센터
마음건강센터
마음건강센터는 2014년 경기도 안산시 단원구 단원고등학교에 세워진 심리치료 기관이다.
2014년부터 단원고등학교에서 세월호 트라우마로 고통을 겪는 사람들을 치료하였고, 2016년 학교를 나와 안산시 단원구 고잔동에 자리를 잡고 안산 및 인근지역의 트라우마 경험자들을 치료하고 있다.
센터 사업으로는 트라우마를 경험한 대학생들을 대상으로 진행하는 인턴십 프로그램, 사례관리, 트라우마 교육 프로그램, 트라우마 연구 등이 있으며,
인턴십 프로그램을 통해 임의단체 "운디드힐러(Wounded Healer)"가 배출되었다.
개소 이래 현재까지 김은지 정신건강의학과 전문의가 센터장을 역임하고 있다. (김은지 센터장 <세바시> 강연 "재난 후 꼭 오는 트라우마 함께 이기고 성장하려면")
• 인턴십 프로그램
트라우마를 경험한 대학생을 대상으로 겨울과 여름방학 연 2회 진행한다.
트라우마와 정신건강에 대한 전반 교육과 더불어 치료 현장의 실무, 트라우마 관련 프로젝트를 진행하여
참여자들이 트라우마를 바로 알고 성장의 기회를 가짐으로써 상처받은 치유자(Wounded Healer)로 나아갈 수 있도록 돕는다.
현재까지 총 4회의 프로그램을 진행하였으며 아동청소년의 트라우마 치유를 돕는 비영리 임의단체 운디드힐러가 배출되었다.

• 사례관리
마음토닥정신과의원 또는 타기관을 통해 의뢰된 대상자에게 마음건강센터 사례관리 등록여부 상담을 진행한다.
사례관리에 동의한 대상자는 인적 정보 및 소득 수준을 확인하는 사정평가를 진행하고 이와 관련하여 필요한 증빙 서류를 안내한다.
평가 단계에서는 우울, 불안, 외상과 같은 척도를 활용한 정신건강 평가와 함께 뇌파와 스트레스 검사를 진행한다.
이후 개별서비스계획(ISP)를 수립 단계에서는 평가 결과에 따라 사례관리 단계를 배정하고 치료 지원을 받을 수 있도록 타기관으로 의뢰한다.
사례관리 등록 대상은 정기적으로 정신건강 평가를 진행하며 사례회의 시 케이스 논의가 이루어진다.

• 트라우마 교육 프로그램
트라우마 전문기관으로서 트라우마에 대한 이론 교육과 함께 트라우마 치료에 효과적으로 알려져 있는 다양한 치료 기법을 교육한다.
교사, 심리치료사 및 사회복지 관련 실무자들을 교육하여 트라우마에 대한 이해를 높이고 업무 현장에서 만나는 심리적 외상 경험자들에게 적용할 수 있도록 한다.

• 트라우마 연구
다양한 외상 경험자들을 대상으로 연구를 진행한다. 외상 후 스트레스, 해리, 우울, 불안, 신체 증상, 긍정자원 등 정신건강 전반에 대한 척도 평가와 스트레스 검사를 진행한다.
평가는 연 2회(6개월마다) 진행되며, 필요 시 뇌파 검사를 함께 진행한다.